# Sturmpanzer VI Sturmtiger
A Sturmtiger („Rohamtigris”) egy általános elnevezése volt a második világháborúban használt német rohamlövegnek, melyet a Panzer VI Tiger I alvázára építettek és egy nagy tengerészeti rakétavetővel fegyvereztek fel, a 38 cm-es SturmMörser RW61 L/5.4-gyel. A jármű elsődleges feladata a gyalogság nehéz tűztámogatása volt városi területeken. Mindössze 18 járművet gyártottak, a csatában kilőtt Tigris tankok felhasználásával. A jármű ismert nevei: Tiger-Mörser, Sturmmörser Tiger, Panzersturmmörser és Sturmpanzer VI Sturmtiger.

## Fejlesztés
Az ötlet, hogy építsenek egy nehéz gyalogsági támogató járművet, amely alkalmas lerombolni erősen védett épületeket vagy megerősített területeket egyetlen lövéssel, az 1942-es sztálingrádi csata kemény városi harci tapasztalataiból származik. Ebben az időben a Wehrmacht számára csupán a Sturminfanteriegeschütz 33 állt rendelkezésre, ami képes volt lerombolni az épületeket, amely egy Sturmgeschütz III típus volt, 15 cm-es nehéz gyalogsági ágyúval felszerelve. Ebből 12 példány megsemmisült Sztálingrádban.
Ennek utódja lett a Sturmpanzer IV Brummbär, amit az 1943 elején a Pz IV alvázára építettek, de a Wehrmachtnak még mindig szüksége volt egy hasonló, de erősebben felfegyverzett és páncélozott járműre. Ezért döntés született: létrehoznak egy új járművet, ami a Tigris tankon alapul és egy 21 cm-es mozsárágyúval szerelnék fel.
A tervezett fegyver nem állt rendelkezésre ebben az időben, ezért helyettesítették egy 38 cm-es rakétavetővel, melyet a Kriegsmarine (a Harmadik Birodalom haditengerészete) használt, mint tengeralattjárók elleni mélyvízi-bombavetőt. A fegyver lövedékeinek hossza 1489 milliméter, tömegük – típustól függően – 345, illetve 351 kilogramm volt. A rakétavetőből kétféle gránátot lehetett kilőni: a 125 kilogramm robbanóanyaggal töltött, repesz-rombolóhatású Raketen Sprenggranate 4581-et, és a kumulatív töltetű Raketen Hohladungsgranate 4592-t, amely 2,5 méter vastag megerősített vasbetonon volt képes lyukat ütni. Mindössze 317 darab 38 centiméteres repesz-romboló lövedékek jutott el a csapatokhoz. A lövedékek kezdősebessége a cső elhagyásakor 45 m/s volt. A cső elhagyását követően gyulladt be a 45 kilogrammnyi rakéta-hajtóanyag, mely a hárommázsás lövedéket 250 m/s sebességre gyorsította. Az RW 61-es maximális lőtávolsága ezáltal elérte a 6000 métert.
1943 szeptemberében a Krupp céget bízták meg a Sturmtiger számára szánt páncéltestek legyártásával. A Tigris I testeket elküldték a Henschel céghez, ahol összehegesztették az alvázzal, eztán az Alketthez, ahol a felépítményt szerelték a járműre. Az első prototípust 1943 októberében bemutatták Adolf Hitlernek. A rendszerbeállítás 1943 decemberében történt, és az első három Sturmtiger 1944. február 20-án készült el az Alkett gyárban.
A késlekedések miatt a jármű gyártása 1944. április 14-éig vontatottan haladt; 12 felépítmény és fegyver elkészült, amelyek felújított Tigris I alvázakra kerültek. Hitler nagy fontosságot tulajdonított a speciális Sturmtiger alkalmazásának és úgy hitte, szükséges, hogy legalább 300 lövedéket gyártsanak havonta.

## Tulajdonságai
A Sturmtiger a Tiger I késői változatán alapult, megtartva annak testét és felfüggesztését. A Tiger felépítményének elejét eltávolították, hogy helyet csináljanak az új küzdőtérnek, ami befogadja a rakétavetőt. Ez közvetlenül a jármű elején helyezkedett el, szögletes megjelenést biztosítva.

### Fegyverzet

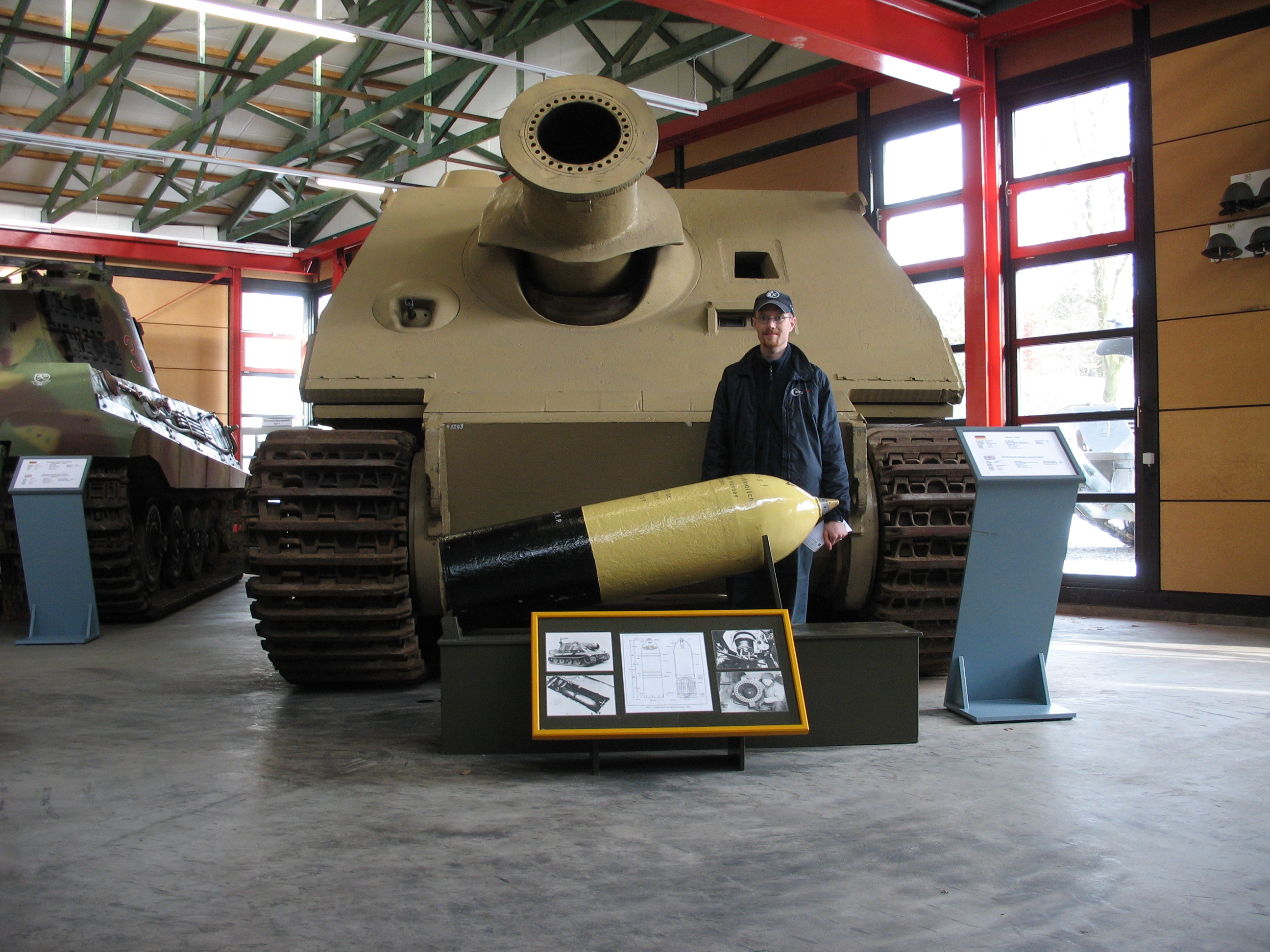
Sturmtiger a Deutsches Panzermuseum-ban, Munster-ben.

A fő fegyverzet a 38 cm-es Raketenwerfer 61 L/5.4 volt, egy hátsó töltésű rakétavető, ami rövid hatótávolságú, rakétahajtású, szárnystabilizált lövedéket használt.
A nagy tömegű lövedékeket a  – páncélos tetejére szerelt emelővel lehetett a járműbe emelni. A Sturmtiger főfegyverzetét vízszintesen 20-20 fokos, függőlegesen pedig 0-85 fokos szögtartományban lehetett kitéríteni. A fegyver elsütésekor mintegy 30-40 tonnás hátralökő erő keletkezett. A rakétavető hajtógázai a csövet körülvevő nyílásokon át távoztak, mivel a gázokat a cső és a béléscső közötti résbe terelték. Ezzel jelentősen csökkentették a hátrasiklást, de – a nagy hátralökő erő mellett – a kilométerekről is jól látható torkolattűz hátrányos volt.
A nagy fegyverzet legnagyobb hátránya az volt, hogy maximálisan 14 lőszert tudtak hozzá szállítani a jármű belsejében. A Sturmtiger belső lőszertartóiba 12 darab 38 centiméteres rakétagránát fért. Ezt lehetett növelni azáltal, hogy plusz egyet még csőre töltöttek, egyet pedig a töltőállványra helyeztek. Ez utóbbi megoldást azonban csak ritkán alkalmazták, így a legtöbb  – tigris 13 rakétával indult bevetésre. A Sturmtigert a rakétavető mellett felszerelték önvédelmi fegyverzettel is: a homlokpáncélzatba, a rakétavetőtől jobbra egy MG 34 típusú géppuskát építettek. A jármű oldalpáncélzatán is kialakítottak egy-egy lőrést, hogy szükség esetén a személyzet tagjai (általában MP 40 típusú) géppisztolyaikkal vagy más gyalogsági fegyverekkel kilőhessenek a járműből.

### Páncélzat
A többi  – löveghez hasonló, kissé döntött páncélzatú felépítményét hengerelt, tömör nikkelacél lemezekből készítették.
| Páncél vastagság | Elhelyezkedés                              | Lejtése |
| ---------------- | ------------------------------------------ | ------- |
| 150 mm           | a felépítmény eleje                        | 47°     |
| 150 mm ( 100 mm) | a test eleje (kiegészítő páncélzat nélkül) | 25°     |
| 82 mm            | a felépítmény oldalsó és hátsó része       | 20°     |
| 28 mm            | az alsó rész                               | -       |

### Alkalmazás
A Sturmtigert eredetileg nehéz gyalogsági tűztámogató járműnek szánták, hogy segítse a támadást az erősen védett területek ellen. Az idő haladtával viszont Németország helyzete rosszra fordult, és a Wehrmacht kizárólag védekezésre használta, nem pedig támadásra.
A  – tigriseket úgynevezett Panzer Sturmmörser Kompanienekbe (Pz.Stu.Mr.Kp. – „páncélos rohammozsár század”) szervezték. Ezekből összesen hármat állítottak fel: 1000., 1001. és 1002. Pz.Stu.Mr.Kp. Eredetileg minden ilyen egységet 12 darab Sturmtigerrel kívántak felszerelni, de a járművek alacsony száma miatt ezt századonkénti 4 járműre csökkentették. 1944. augusztus 13-án állították fel az 1000. Pz.Stu.Mr.Kp.-t, szeptemberben az 1001-et végül decemberben az 1002-et.
A Rohamtigrisek első bevetésére Varsóban került sor, ahol részt vettek az 1944. augusztus 1-jén kitört felkelés leverésében. Ekkor alkalmazták a Sturmtigert először és egyben utoljára arra, amire tervezték és amire legalkalmasabb volt: utcai harcra és épületek lerombolásra.
A Sturmtigereket ezt követően a nyugati frontra irányították. Az 1000. és az 1001. Pz.Stu.Mr.Kp. hét Rohamtigrisből álló állományukkal részt vett az ardenneki offenzívában. A hadműveletet túlélő járművek továbbra is részt vettek a Németország nyugati felében folyó védekező harcokban. Az egyik ilyen ütközetben (1945 januárjában) egy harctéri jelentés szerint egy Sturmtiger egyetlen lövéssel három Sherman harckocsit semmisített meg.

## Fordítás
- Ez a szócikk részben vagy egészben  a   Sturmtiger című angol Wikipédia-szócikk fordításán alapul.  Az eredeti cikk szerkesztőit annak laptörténete sorolja fel. Ez a jelzés csupán a megfogalmazás eredetét és a szerzői jogokat jelzi, nem szolgál a cikkben szereplő információk forrásmegjelöléseként.